# Dennis Stanford
Dennis Stanford est un préhistorien américain, né le 13 mai 1943 à Cherokee, Iowa, et décédé le 24 avril 2019 à Georgetown, aux États-Unis. Il était le directeur du programme paléo-indien au Musée national d'histoire naturelle de la Smithsonian Institution.

## Théorie solutréenne
Avec Bruce Bradley, Dennis Joe Stanford est connu pour avoir défendu l'hypothèse d'une contribution solutréenne au peuplement paléo-indien de l'Amérique du Nord. Tous deux soutiennent que la technologie des outils de pierre de la culture solutréenne, connue en France et en Espagne vers la fin du Paléolithique supérieur, peut avoir influencé le développement de la culture Clovis en Amérique. Les outils lithiques de ces deux cultures présentent en effet de nombreuses similitudes. Toutefois, le Solutréen et la culture Clovis sont séparés par un écart de plusieurs milliers d'années.
Cette théorie est restée minoritaire chez les préhistoriens américains. Ainsi, selon David Meltzer, « peu ou pas d'archéologues - ou, d'ailleurs, de généticiens, de linguistes ou d'anthropologues physiques - prennent au sérieux l'idée d'une colonisation solutréenne de l'Amérique ». En plus d'un intervalle de plusieurs milliers d'années entre les époques Clovis et solutréenne, les similitudes entre les deux technologies peuvent être fortuites. Il n'existe aucune preuve d'une navigation maritime chez les Solutréens, encore moins d'une technologie qui pourrait faire traverser l'Atlantique au cours d'une période glaciaire.
Deux études génétiques publiées en 2015 et 2016 estiment que la présence chez certaines populations amérindiennes du Nord-Est américain de l'haplogroupe mitochondrial X, qui ne fait pas partie des principaux haplogroupes autochtones, ne suffit pas à prouver cette hypothèse,.

## Publications
- Dennis Stanford, Bruce Bradley, Across Atlantic Ice : The Origin of America's Clovis Culture, 2012